# 287

## Nașteri
- dată necunoscută: Ecaterina de Alexandria  (d. 305)

## Decese
- 20 ianuarie: Sfântul Sebastian martir creștin (n. 255)
- dată necunoscută: Sfântul Mauriciu  (n. ?)